# Revista Adventista
A Revista Adventista  é um periódico adventista do sétimo dia que tem por objetivo informar principalmente sobre os acontecimentos mais importantes da denominação, decisões do corpo administrativo e discussão sobre doutrinas. Busca desta forma ser um canal de comunicação entre a membresia adventista.
A revista possui sucursais em quase todas as regiões do mundo, que editam a revista para circulação em seu campo linguístico e/ou administrativo (circulação restrita a uma divisão/união/associação). A mais antiga Revista Adventista continuamente publicada e ainda em circulação é a versão em inglês editada nos Estados Unidos, a Adventist Review.

## Histórico
O periódico foi impresso pela primeira vez por Tiago White em julho de 1849 sob o nome The Present Truth, que posteriormente passou a ser chamado de The Advent Review e Second Advent Review and Sabbath Herald (com variações). Somente em 1978 consolidou-se o nome oficial por qual até hoje é conhecida na América do Norte, Adventist Review.
No Brasil o periódico foi publicado a partir de janeiro de 1906 no Rio de Janeiro. Com o título de Revista Trimensal, teve seu primeiro número impresso em Taquari no Rio Grande do Sul pela Sociedade Internacional de Tratados no Brazil. Os artigos foram assinados por Abel Gregory, Ernesto Schwantes, H. F. Graf, Henrique C. Mecking e Emilio Hölze.

## Linha editorial
A linha editorial da revista é rígida e tradicional, seguindo geralmente quatro diretrizes:
- Espiritualidade: procura levar o leitor a Deus para enriquecer seu relacionamento com ele;
- Mensagem e Missão: anuncia o retorno de Cristo e incentiva os leitores a se preparar para sua vinda;
- Diversidade: mostrar os crentes em volta de Cristo, como uma família global e com uma mensagem global;
- Interação com os leitores: a própria revista se classifica como "um lugar onde os leitores aprendem, compartilham, dizem que têm a dizer e ajudam a formar uma comunidade festiva".[6]

Além das edições semanais e especiais, esta segunda abordando sobre temas específicos, o periódico produz algumas edições recorrentes:
- Semana de Oração: costuma ser publicada uma vez por ano em muitas línguas por publicadoras Adventistas em todo mundo;
- Infanto-juvenil: em algumas versões da Revista Adventista (como a em inglês) há a publicação de um suplemento voltado ao público infanto-juvenil. No Brasil há uma publicação específica para este público, a Revista Nosso Amiguinho;
- Boletins da Conferência Geral: durante as Assembleias Gerais da Conferência Geral da Igreja Adventista do Sétimo Dia ocorridas a cada cinco anos, a Revista Adventista publica relatórios de seu progresso; publicam-se discursos, compromissos, votos, entrevistas, etc.